# U 71
U 71 byla německá ponorka typu VIIC postavena v průběhu druhé světové války pro německé válečné námořnictvo.

## Konstrukce
Typ VIIC byla delší a těžší než předchozí ponorky typu VIIB. Na hladině měla výtlak 769 t, při ponoření 871 t. Ponor byl 4,7 m, výška 9,6 m. Pohon tvořily dva šesti válcové dieselové motory MAN M 6 V 40/46 o celkovém výkonu 2 800–3 200 hp (2 100–2 400 kW) k pohonu na hladině a dobíjení baterií (2 × 62 o celkové hmotnosti 61,996 t). K plavbě pod vodu sloužily dva elektromotory Brown, Boveri & Cie GG UB 720/8 o celkovém výkonu 750 hp (550 kW). Dvě lodní hřídele poháněly ponorku pomocí lodních šroubů o průměru 1,23 m. Mohla se potopit a plout v hloubce 100 m (konstrukční hloubka), případně v hloubce 165 m, maximálně až do 230 m pod hladinu moře. Rychlost ponoru byla 25–30 sekund. Její maximální rychlost byla 18,2 uzlů (33,7 km/h) na hladině a 7,3 uzlů (13,5 km/h) pod hladinou. Dosah byl 8 500 nm (15 700 km) při rychlosti 10 uzlů (19 km/h), pod vodou při rychlosti 4 uzly (7,4 km/h) urazila 80 nm (150 km).

## Historie služby
Ponorka U 71 byla objednána 25. ledna 1939 v loděnicích Germaniawerft v Kielu pod výrobním číslem 618. Výroba byla zahájená položením kýlu 21. prosince 1939. Na vodu byla spuštěna 31. října 1940. Do služby byla zařazena 14. prosince 1940 po velením námořního kapitána Waltera Flachsenberga. Znakem U 71 byl mořský had nebo mořský drak.
Od 14. prosince 1940 do 31. května 1943 patřila 7. ponorkové flotile v Kielu jako cvičná ponorka. Po ukončení výcviku byla zařazena od 1. června 1941 do 30. května 1943 jako bojová ponorka 7. ponorkové flotile v Kielu a Saint-Nazaire. Po skončení aktivní doby jako frontový člun připlula U 71 od 1. června 1943 do 30. června 1944 do Klajpédy jako cvičná ponorka k 24. ponorkové flotile. Poté patřila 22. ponorkové flotile v Gdyni jako výcviková ponorka od 1. července 1944 do 27. února 1945. S blížící se Rudou armádou byla základna 28. ledna 1945 evakuována a U 71 se přesunula do Wilhelmshavenu, kde byla potopena 2. května 1945.

## Bojové plavby
Ponorka U 71 během své služby absolvovala deset bojových plaveb a potopila pět lodí o celkové tonáži 38 894 BRT.

### První bojová plavba
Na první bojovou plavbu ponorka U 71 vyplula 14. června 1941 z ponorkové základny v Kielu a vrátila se 2. července 1941 do Saint-Nazaire. Během plavby severním Atlantikem nebyla potopena ani poškozena žádná loď. V noci na 25. června při pronásledování konvoje Halifax 133 v jeho bezprostřední blízkosti zkřížila U 71 kurz strážní lodi konvoje HMS Gladiolus. Korveta donutila ponorku se ponořit a zaútočila na ni hlubinnými náložemi, v čemž ji brzy podpořila připlouvající korveta HMS Nasturium. Velitel Flachsenberg byl nakonec nucen se vynořit kvůli značnému poškození a U 71 byla vystavena dělostřelecké palbě z HMS Gladiolus. Přes zásah z korvety HMS Gladiolus se veliteli Flachsenbergovi podařilo s ponorkou uniknout a poškozenou U 71 dopravit do Lorientu.

### Druhá bojová plavba
Na druhou bojovou plavbu ponorka U 71 vyplula 2. srpna 1941 z Saint-Nazaire a vrátila se zpět 7. září 1941. Operační prostor byl v severním Atlantiku, jihozápadně od Islandu a jihozápadně od Irska. Během této bojové plavby nepotopila ani nepoškodila žádnou loď.

### Třetí bojová plavba
Na třetí bojovou plavbu ponorka U 71 vyplula 29. září 1941 z Saint-Nazaire a vrátila se zpět 31. října 1941. Operační prostor byl v severním Atlantiku, poblíž mysu Finisterra, západně od Gibraltaru a u mysu Spartel. Během této bojové plavby nepotopila ani nepoškodila žádnou loď.
Dne 26. října 1941 během útoku na konvoj HG-75 vypálila U 71 neúspěšně čtyři torpéda na eskortu. Eskorta sedm hodin opětovala palbu protiponorkovými granáty a poškodila ponorku U 71 natolik, že se musela vrátit do domovského přístavu.

### Čtvrtá bojová plavba
Na čtvrtou bojovou plavbu ponorka U 71 vyplula 29. listopadu 1941 z Saint-Nazaire a vrátila se zpět 21. ledna 1942. Kvůli poškození motoru se U 71 musela 5. prosince 1941 vrátit do Saint-Nazaire a znovu vyplula 18. prosince 1941. Operační prostor byl v severním Atlantiku, západně od Gibraltaru a u Azorských ostrovů. Během této bojové plavby nepotopila ani nepoškodila žádnou loď.
Dne 30. listopadu 1941 byla U 71 napadena v Biskajském zálivu západně od Nantes hlubinnými bombami shozenými britským bombardérem Armstrong Whitworth Whitley (peruť 502/B). Ponorce U 71 se podařilo uniknout.

### Pátá bojová plavba
Na pátou bojovou plavbu ponorka U 71 vyplula 23. února 1942 z Saint-Nazaire a ukončila bojovou plavbu v La Pallice 20. dubna 1942. Během této bojové plavby v západním Atlantiku a u východního pobřeží USA, bylo potopeno pět lodí o celkové tonáži 38 894 BRT.

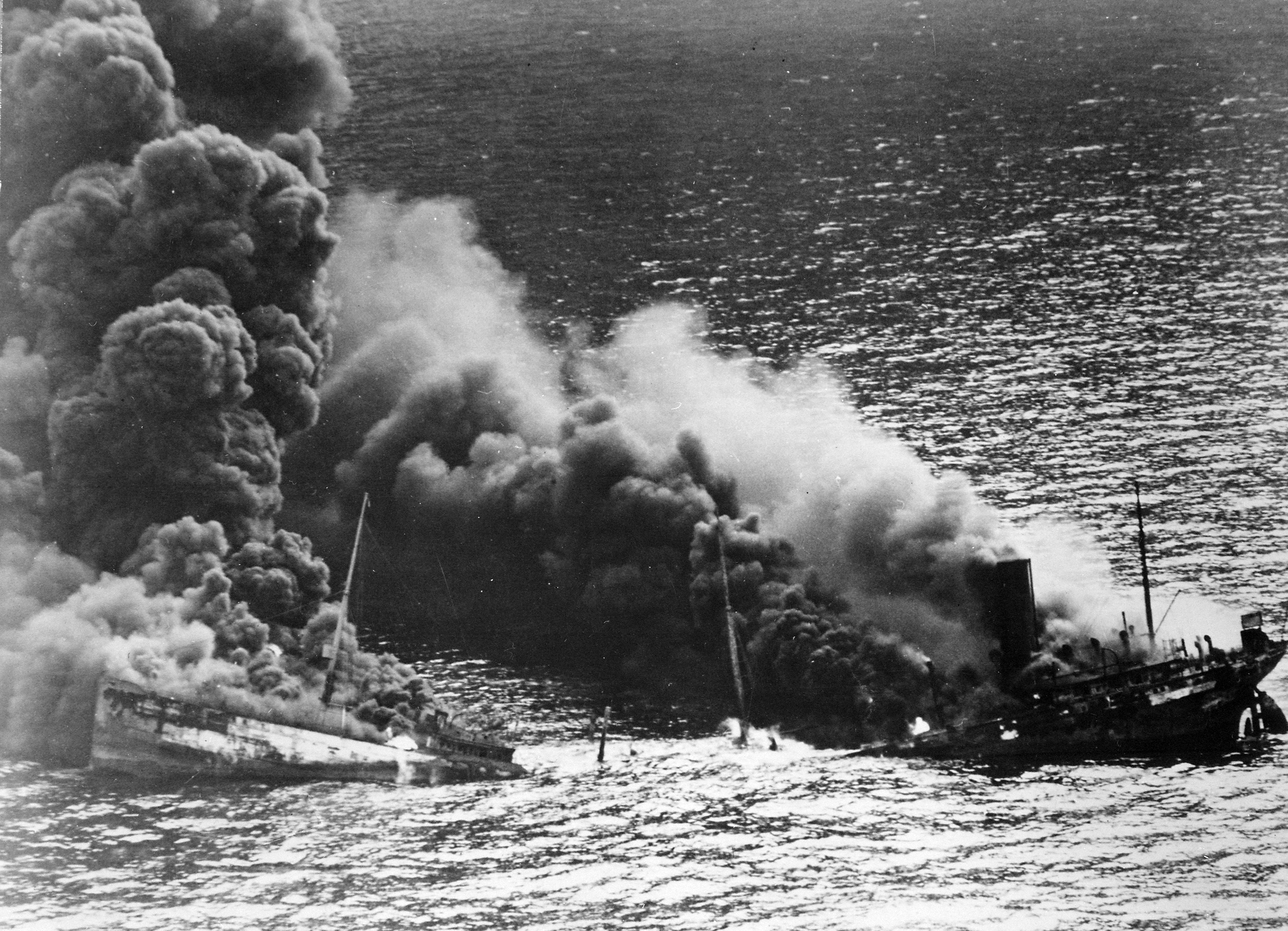
Americký tanker Dixie Arrow zasažen U 71

Norský tanker Ranja (6 355 BRT) byl potopen třemi torpédy 17. března 1942. Převážel lehkou ropu a byl na cestě z Houstonu do Spojeného království přes Halifax. Zahynulo všech 34 osob. Americký parník Oakmar (5 766 BRT) byl potopen torpédem 20. března 1942. Převážel 8 300 tun manganové rudy, juty, pytloviny a kaučuku a byl na cestě z Port of Spain do Bostonu. Zahynulo šest osob a 30 přežilo. Americký tanker Dixie Arrow (8 046 BRT) byl potopen dvěma torpédy 26. března 1942. Převážel 96 000 barelů ropy a byl na cestě z Texas City (Texas) do Paulsboro (New Jersey). Zahynulo jedenáct osob a 22 přežilo. Britský tankeru San Gerardo (12 915 BRT) byl potopen dvěma torpédy 31. března 1942. Převážel 17 000 tun topného oleje a byl na cestě z Curaçaa do Halifaxu. Zahynulo 51 osob a šest přežilo. Britský parník Eastmoor (5 812 BRT) byl potopen torpédem 1. dubna 1942. Převážel 7 500 tun všeobecného nákladu a byl na cestě ze Savannah přes Halifax do Velké Británie. Zahynulo 16 osob a 36 přežilo.
| datum           | jméno       | příslušnost | tonáž [BRT] | konvoj |             | zdroj  |
| --------------- | ----------- | ----------- | ----------- | ------ | ----------- | ------ |
| 17. března 1942 | Ranja       | Norsko      | 6 355       |        | torpedována | [ 10 ] |
| 20. března 1942 | Oakmar      | USA         | 5 766       |        | torpedována | [ 10 ] |
| 26. března 1942 | Dixie Arrow | USA         | 8 046       |        | torpedována | [ 10 ] |
| 31. března 1942 | San Gerado  | VB          | 12 915      |        | torpedována | [ 10 ] |
| 1. dubna 1942   | Eastmoor    | VB          | 5 812       |        | torpedována | [ 10 ] |

### Šestá bojová plavba

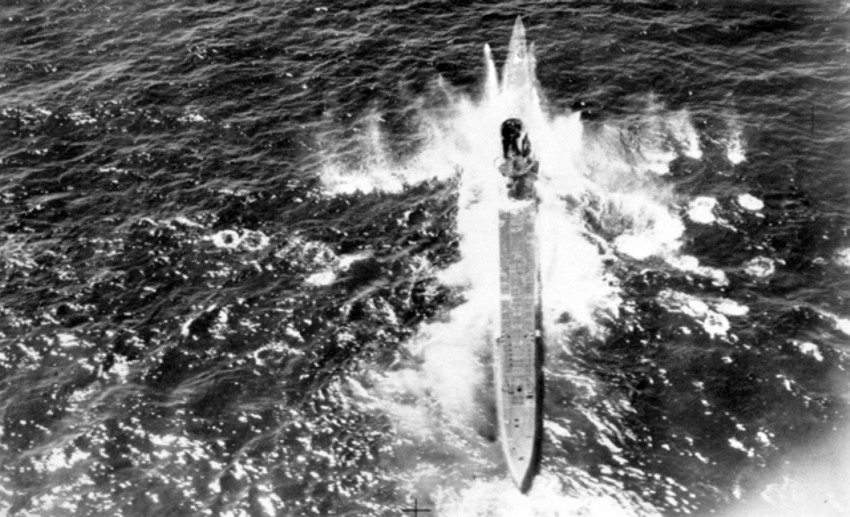
Letecký útok na U 71

Na šestou bojovou plavbu ponorka U 71 vyplula 4. června 1942 z La Pallice a ukončila bojovou plavbu 20. června 1942 v Saint-Nazaire. U 71 byla 6. června 1942 byla napadena australskou letkou hydroplánů Short Sunderland 10. perutě RAF pod velením Flight Officer S. R. C. Wooda. Ponorka útok přežila jen proto, že létajícímu člunu došly hlubinné nálože. U 71 se podařilo vrátit do La Pallice a po opravě 11. června 1942 opět pokračovala v bojové plavbě. Dvě hodiny po útoku na U 71 byl Sunderland sám napaden Focke-Wulfem Fw 200 Condor (I/KG 40), přičemž oba letouny byly poškozeny. Dva členové posádky Sunderlandu byli lehce zraněni. Ponorka U 71 operovala v severním Atlantiku a západně od Španělska. Během této bojové plavby nepotopila ani nepoškodila žádnou loď.

### Sedmá bojová plavba
Na sedmou bojovou plavbu ponorka U 71 vyplula 4. července 1942 z Saint-Nazaire a vrátila se zpět 15. srpna 1942. Ponorka U 71 byla 29. července 1942 převzala 60 m³ paliva a proviantu z ponorky U 461. Operační prostor byl v severním Atlantiku, jižně od Islandu a východně od Newfoundland Bank. Během této bojové plavby nepotopila ani nepoškodila žádnou loď.

### Osmá bojová plavba
Na osmou bojovou plavbu ponorky U 71 vyplula 5. října 1942 z Saint-Nazaire a vrátila zpět 17. listopadu 1942. Operační prostor byl v severním Atlantiku a východně od Newfoundlandu. Během této bojové plavby nepotopila ani nepoškodila žádnou loď. Ponorka U 71 byla součástí vlčích smeček názvy Panther a Veilchen, které měly vyhledávat a napadat spojenecké konvoje v souladu se smečkovou taktikou vyvinutou Karlem Dönitzem.

### Devátá bojová plavba
Na devátou bojovou plavbu ponorka U 71 vyplula 23. prosince 1942 z Saint-Nazaire a vrátila se zpět 12. února 1943. Operační prostor byl v centrální části severního Atlantiku, západně od Islandu a západně od Biskajského zálivu. Ponorka U 71 se zúčastnila vlčích smeček Falke, Landschknecht a Hartherz. Během této bojové plavby nepotopila ani nepoškodila žádnou loď.

### Desátá bojová plavba
Na desátou bojovou plavbu ponorka U 71 vyplula 27. března 1943 z Saint-Nazaire a 25. dubna 1943 připlula do Bergenu. Operační prostor byl v severním Atlantiku a jižně od Grónska. Během této bojové plavby nepotopila ani nepoškodila žádnou loď.
Z Bergenu vyplula 26. dubna do Kristiansandu a odtud vyplula 27. dubna 1943 Königsbergu, kam doplula 1. května 1943

## Zánik
Loď byla vyřazena z provozu ve Wilhelmshavenu 27. února 1945 Posádka ji potopila 2. května 1945 v západní komoře do IV. vjezdu (Raederova zdymadla) v souladu s dlouholetým rozkazem Regenbogen-Befehl, který velkoadmirál Dönitz zrušil večer 4. května 1945. Vrak byl po skončení války sešrotován.

## Velitelé
| velení | velení           | velitel                          | poznámka              |
| od | do               | velitel                          | poznámka              |
| --- | ---------------- | -------------------------------- | --------------------- |
| 14. prosince 1940 | 3. července 1942 | Kptlt. Walter Flachsenberg       |                       |
| 3. července 1942 | 1. května 1943   | Oblt. Hardo Rodler von Roithberg | Německý kříž ve zlatě |
| červenec 1943 | květen 1944      | Oblt. Uwe Christiansen           |                       |
| 1. července 1943 | červenec 1943    | Ltn. Erich Krempl                |                       |
| květen 1944 | 7. června 1944   | Oblt. Curt Hartmann              |                       |
| 8. června 1944 | 27. února 1945   | Oblt. Emil Ranzau                |                       |
| Zdroj: |                  |                                  |                       |
| Kptlt. – Kapitanleutnant (námořní kapitán), Oblt – Oberleutnant zur See (námořní poručík), Lt – Leutnant zur See (námořní podporučík), Kkpt – Korvettenkapitän (korvetní kapitán) |                  |                                  |                       |

## Vlčí smečky
Ponorka U 71 se zúčastnila sedmnácti vlčích smeček:
- Grönland (10. srpna 1941 – 27. srpna 1941)[11]
- Bosemüller (28. srpna – 2. září 1941)[12]
- Seewolf (2. září 1941 – 3. září 1941)[13]
- Breslau (2. října 1941 – 29. října 1941)[14]
- Seeräuber (21. října 1941 – 23. prosince 1941)[15]
- Seydlitz (27. prosince 1941 – 16. ledna 1942)
- Endrass (12. června 1942 – 16. června 1942)
- Wolf (13. července 1942 – 30. července 1942)
- Pirat (31. července – 3. srpna 1942)
- Steinbrinck (3. srpna 1942 – 7. srpna 1942)
- Panther (10. října 1942 – 20. října 1942)
- Veilchen (20. října – 7. listopadu 1942)
- Falke (28. prosince 1942 – 19. ledna 1943)
- Landsknecht (19. ledna 1943 – 28. ledna 1943)
- Hartherz (3. ledna 1943 – 7. února 1943)
- Adler (7. dubna 1943 – 13. dubna 1943)
- Meise (13. dubna 1943 – 17. dubna 1943)